# Kyriánna (Réthymnon)
Kyriánna, en grec moderne : Κυριάννα, est un village du dème de Réthymnon, en Crète, en Grèce. Selon le recensement de 2011, la population de Kyriánna compte 348 habitants. Le village est situé à 15 km de Réthymnon, sur la route du monastère d'Arkadi et est construit en amphithéâtre à une altitude de 240 m, sur deux collines (Armiá), au nord de Psiloríti, avec une vue sur la mer crétoise. Des deux collines, celle de l'ouest est la plus ancienne. La partie orientale est habitée après 1922. Kyriánna est déclaré village traditionnel.

## Histoire
Stérgios Spanákis (el) identifie le village avec la localité de Chyriane et Peraneme qui est mentionnée dans un document du notaire de Brixáno, en 1301, comme le fief des frères Ioánni et Nikoláou Burgodione. À la fin du XVe siècle, le fief passe en possession de  Matthaíou Kallérgi, le village servant de centre administratif de ses biens immobiliers. Il est mentionné par Francesco Barozzi en 1577 sous le nom de Chiriana dans la province de Réthymnon. Dans le recensement vénitien de 1583 par Pietro Castrofilaca, il est mentionné en tant que Chirianna avec 101 habitants et par Francesco Basilicata en 1630 sous le nom de Chirianna. Dans le recensement turc de 1659, il est mentionné sous le nom de Kiryana avec 45 maisons.

## Recensements de la population
| Recensements | 1900 | 1920 | 1928 | 1940 | 1951 | 1961 | 1971 | 1981 | 1991 | 2001 | 2011 |
| ------------ | ---- | ---- | ---- | ---- | ---- | ---- | ---- | ---- | ---- | ---- | ---- |
| Population   | 277  | 353  | 442  | 531  | 514  | 445  | 367  | 377  | -    | 331  | 348  |